# Taphrotopium
Taphrotopium – rodzaj chrząszczy z rodziny pędrusiowatych, podrodziny Apioninae i plemienia Ceratapiini.
Takson ten opisany został w 1916 roku przez Edmunda Reittera. Dawniej traktowany był jako podrodzaj z rodzaju Apion.
Chrząszcze przedpleczu i pokrywach pokrytych tak delikatnymi włoskami, że miejsca te wyglądają na nagie. Czułki grube, o drugim członie biczyka zbliżonym grubością do pierwszego. Rowki pokryw powierzchowne. 
Należą tu podrodzaje:
- Taphrotopium (Taphrotopium) Reitter, 1916
- Taphrotopium (Omphatopium) Wanat, 1995

W Polsce występuje tylko Taphrotopium sulcifrons.